# Acromegalia
L'acromegalia (dal greco άκρος akros "estremo" o "estremità" e μέγας megas "grande" che significa "crescita delle estremità") è un quadro clinico patologico derivato dall'esposizione dell'organismo a un eccesso di ormone della crescita (GH) nell'età postpuberale e dal conseguente aumento del fattore di crescita insulinosimile 1, detto anche IGF-1, secreto principalmente dal fegato in risposta al GH.
L'acromegalia è una condizione dell'adulto, e deve essere distinta dal gigantismo ipofisario, in cui l'ipersecrezione di GH inizia in età infantile (prima della saldatura delle epifisi).

## Storia
La malattia è stata descritta per la prima volta nell'agosto del 1886 da Pierre Marie, in seguito venne constatata durante le autopsie fino al 1909 quando Bailey, Cushing e Davidoff compresero che la neoplasia causa un'anomalia alla persona.

## Epidemiologia
Colpisce esclusivamente soggetti dal secondo al quarto decennio. Tale fenomeno viene riscontrato, anche se in rari casi, in atleti che fanno uso di ormone della crescita a scopo anabolizzante. L'incidenza cambia a seconda del paese dove si sono condotti gli studi, arrivando anche a 70 casi su un milione; 300 persone ogni anno nella sola Germania si ammalano di tale patologia, mentre negli USA ne soffrono 15 000 persone; anche se l'incidenza media annua è stimata a 3-4 casi per milione d'abitanti.

## Sintomatologia
I sintomi e i segni clinici che indicano tale patologia sono innumerevoli, ma si manifestano circa 10 anni dopo l'insorgenza della neoplasia ipofisaria. La malattia è caratterizzata da progressivo ingrossamento delle ossa acrali, delle labbra, delle mani. Alcuni organi come il fegato, la tiroide e la prostata possono ingrandirsi a dismisura (visceromegalia); in questo contesto è possibile lo sviluppo di una ipertrofia cardiaca, associata a ipertensione arteriosa a cardiopatia ischemica. Altre manifestazioni sono macroglossia, diastasi dentaria, ipercalcemia (fino al 16% dei casi),artrite, galattorrea, amenorrea, disfunzioni sessuali fino all'impotenza, disturbi del sonno come nel caso dell'apnea notturna (60% dei casi) e la sonnolenza, sindrome del tunnel carpale. Si riscontrano anche altre alterazioni di tipo metabolico come diabete mellito (25%) e ipertrigliceridemia. L'insieme di queste alterazioni organiche comporta un aumento della mortalità nei soggetti affetti.

### Manifestazioni cardiache
L'ipertensione, associata a ipertrofia cardiaca e a disfunzione diastolica, è presente nel 30% dei casi. Studi hanno dimostrato che anche l'aorta è soggetta all'ingrandimento.

### Manifestazioni neurologiche
L'accrescimento delle ossa può portare alla compressione di alcuni nervi causando diverse neuropatie (sindrome del tunnel carpale). La cefalea può invece essere causata dalla compressione operata dalla massa tumorale; analoghi della dopamina (come la bromocriptina), in virtù della capacità di ridurre la dimensione del tumore, possono eliminare la sintomatologia cefalgica con ottimi risultati.
La crescita della massa tumorale in sede ipofisaria può portare alla compressione del chiasma ottico, con disturbi visivi di vario tipo ed entità.

## Eziologia

### Cause maggiori
Nella stragrande maggioranza dei casi esso è dovuto alla incontrollata secrezione dell'ormone della crescita da parte di un adenoma della ghiandola ipofisi (95-98% dei casi),, aumentando di conseguenza anche la concentrazione del fattore di crescita insulinosimile 1.
Tale percentuale si divide fra i vari gruppi di adenomi (somatotropi a cellule granulate, il più diffuso poi a cellule miste e cellule mammosomatotrope)
La patologia è spesso correlata a neoplasie endocrine multiple (MEN). Ma anche cause ereditarie come la sindrome di McCune-Albright sono possibili.
Nel 15% circa dei pazienti vi è anche un iperprolattinemia.

### Cause minori

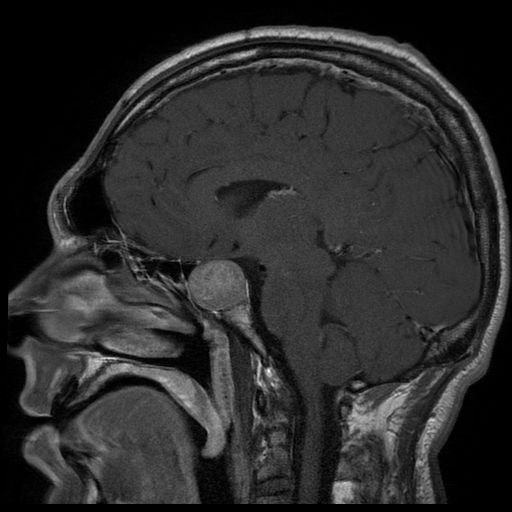
Immagine in risonanza magnetica di un tumore ipofisario, prima causa dell'acromegalia

Altre cause molto meno comuni sono diverse forme di neoplasia che non interessano la ghiandola ipofisaria: tra queste il carcinoma polmonare. La percentuale di incidenza di queste forme ectopiche mediamente si attesta al 2% dei casi.

## Esami
Esami per misurare la concentrazione plasmatica di IGF-1 (nell'acromegalia risultano molto elevati).
Tomografia computerizzata e risonanza magnetica sono svolte per una ricerca di masse tumorali a livello della sella turcica.
Elettrocardiografia dinamica ambulatoriale, detta anche "Holter", un esame che registra l'ECG per 24 o 48 ore, utile per comprendere la situazione cardiaca del soggetto.

## Terapia

### Generale
La terapia mira a ottenere 3 risultati:
- Invertire la crescita del tumore (causa della malattia)
- Diminuire la gravità dei sintomi che sono correlati agli aumenti del GH e del IGF-1
- Diminuire l'alta mortalità (e il relativo abbassamento dell'aspettativa di vita) nelle persone affette

Come trattamento è previsto l'intervento chirurgico, e fra le varie possibilità l'operazione di scelta rimane la resezione trans-sfenoidale, il cui successo è molto alto, 80 ma anche 90% dei casi, mentre in attesa dell'operazione vengono somministrati analoghi della somatostatina, che fornisce molteplici effetti: da un lato riduce i sintomi offrendo sollievo ai pazienti e dall'altra diminuisce le masse tumorali interessate.

### Trattamento farmacologico
Farmaci utilizzati:
- Octreotide acetato (analogo della somatostatina, scoperto nel 1970), molto più potente della somatostatina; la dose da somministrare è di 50 ug (3 volte al giorno) e, per allungarne la durata, viene modificato con il mannitolo in una formulazione nota come Octreotide LAR.[24]
- Bromocriptina mesilato (dopamino-agonista), a dosi elevate per dare maggiori effetti, da 1,25 mg fino a 5 mg.
- Pegvisomant (antagonista dell'ormone della crescita),[25] che è stato testato anche su donne incinte ed è stato dimostrato trasmettere al nascituro il farmaco in parti talmente piccole da non risultare nocivo.[26]

### Radioterapia
Si utilizza come terapia con un dosaggio molto elevato, normalmente 5000 cGy mentre la dose aumenta fino a raddoppiare se si utilizza il trattamento con protoni accelerati. A una così elevata esposizione risultano diversi effetti indesiderati.
Inoltre se il normale trattamento chirurgico non dovesse essere sufficiente, si utilizzano delle nuove tecniche, introdotte recentemente, come il GKR (una terapia di radiochirurgia, dove si utilizza un coltello particolare a raggi gamma; per la persona comporta soltanto pochi effetti indesiderati).

## Prognosi
Dipende dalla grandezza degli adenomi. Se essi sono di grandezza minima, la prognosi è buona per il 70% dei casi; altrimenti la percentuale scende diventando inferiore al 50%. In una piccola percentuale delle persone si è vista una recidiva ma, a distanza di anni, si può formare ipopituitarismo. Per via delle malattie cardiache che possono insorgere, la mortalità risulta alta. Se non si riesce a controllare l'anomalo lavoro dell'ormone della crescita, l'aspettativa di vita si riduce di almeno un decennio; lo stesso dicasi per il controllo sull'IGF-1. La vita media così riformulata è stata calcolata in 68 anni negli uomini, mentre per le donne è stata valutata in 74 anni. Durante gli anni recenti è stato predisposto un questionario per valutare la qualità della vita delle persone sottoposte a radioterapia. Tale questionario viene chiamato ACRO-QOL (Q.O.L., Quality Of Life, "qualità della vita" in inglese) dove venivano misurati depressione, senso di fatica, riduzione della motivazione personale, energia e dolore. Dalle risposte risultava che nel breve periodo si ha un'influenza negativa ma, superati 4 anni, la situazione migliora.

## Casi celebri di acromegalia
- Mary Ann Bevan
- Salvatore Baccaro

## Celebrità affette da acromegalia
- Primo Carnera, pugile italiano

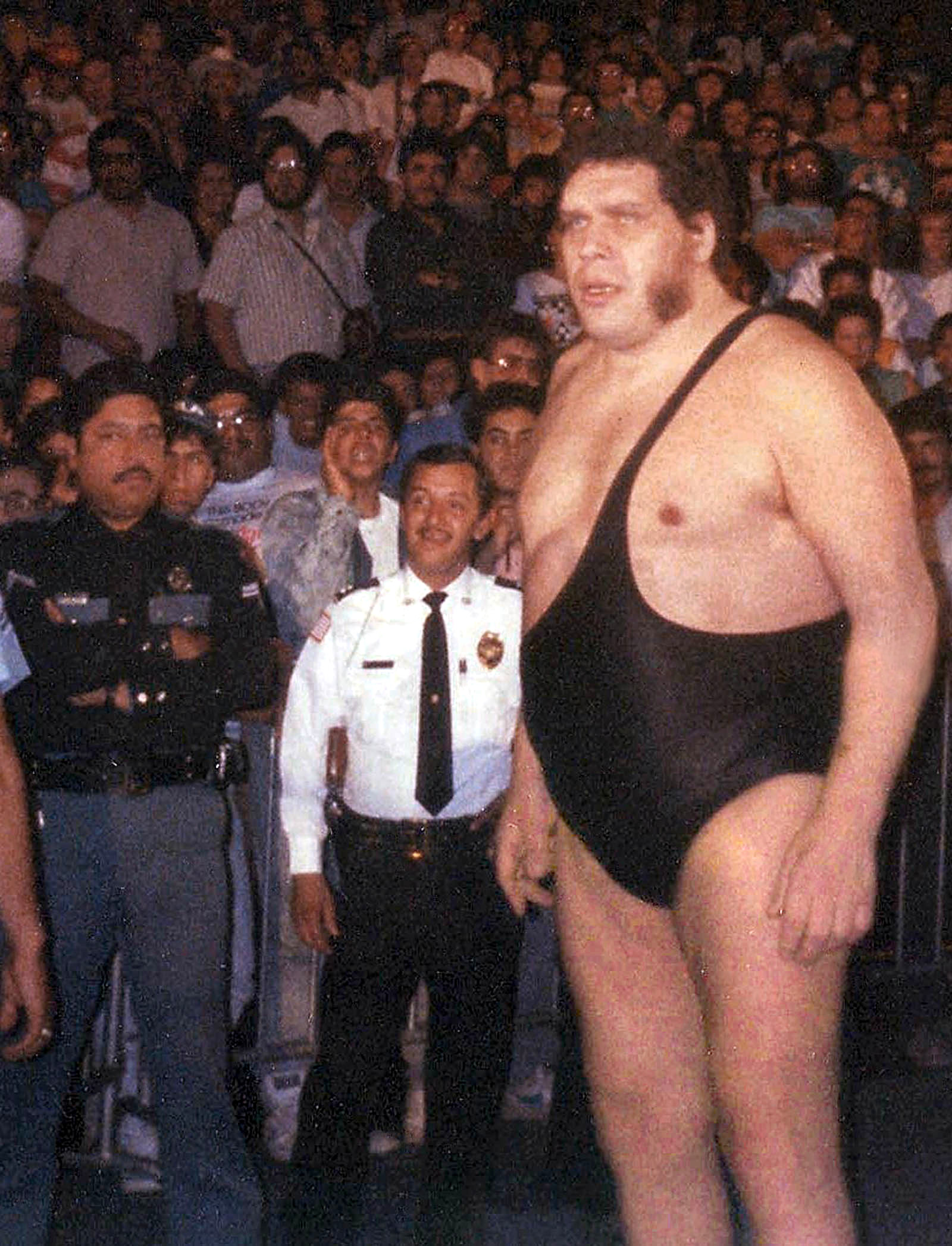
André the Giant, icona del wrestling mondiale affetto da acromegalia

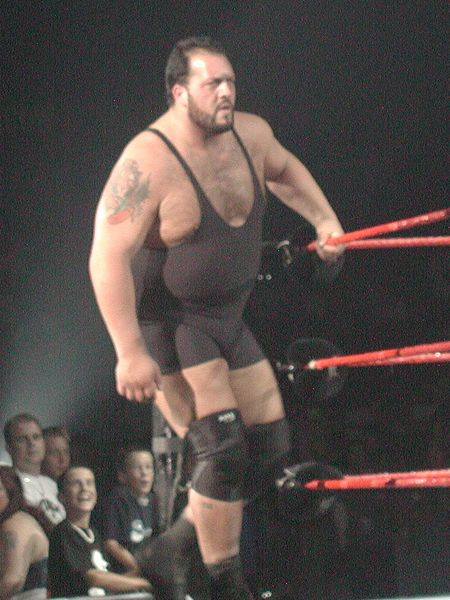
Paul Wight, in arte Big Show, è un lottatore di wrestling affetto da acromegalia che si è operato nel 1990

- Salvatore Baccaro, attore italiano
- Kevyn Aucoin, truccatore e fotografo statunitense
- Ted Cassidy, attore statunitense
- Dalip Singh, noto come The Great Khali, wrestler e attore indiano
- André René Roussimoff, noto come André the Giant, wrestler e attore francese
- Richard Kiel, attore statunitense
- Anthony Robbins, formatore motivazionale, saggista e attore statunitense
- Antônio Silva, lottatore di arti marziali miste brasiliano
- Paul Wight, noto come Big Show, wrestler statunitense
- Carel Struycken, attore olandese
- Paul Benedict, attore statunitense
- Shohei Baba, noto come Giant Baba ("Baba il gigante"), wrestler giapponese
- Maurice Tillet, wrestler e rugbista a 15 francese.
- Nikolaj Valuev, pugile russo
- Pío Pico, politico statunitense.
- Adam Rainer, unica persona al mondo che è stata affetta sia da nanismo che da gigantismo.
- Irwin Keyes, attore e comico statunitense.
- Rondo Hatton, attore e giornalista statunitense.
- Morteza Mehrzad, pallavolista paralimpico iraniano.